# Zabić na końcu
Zabić na końcu – polska komedia sensacyjna z 1990 roku w reżyserii Wojciecha Wójcika. Zdjęcia kręcono w Łodzi.

## Opis fabuły
Szwagier i Marek pracują w zakładzie, w którym trwa strajk na tle płacowym. Marek jest ślusarzem, Szwagier – strażnikiem. Z powodu strajku Marek przyjmuje "fuchę": ma otworzyć kasę pancerną w domu reżysera filmowego. Czekając na panią domu, gdzie ma dojść do kontrolowanego włamania, sięga po leżący na stole scenopis. Pod jego wpływem Marek planuje napad na zakładową kasę pancerną. Szwagier czyta scenopis, ale zauważa brak ostatnich stron. Nie chce słyszeć o współudziale w napadzie.

## Obsada
- Wojciech Malajkat – Szwagier/Szwagrowski
- Piotr Siwkiewicz – Marek/Markowski
- Jolanta Nowak – żona reżysera
- Monika Bolibrzuch – Buźka, siostra Marka
- Ewa Isajewicz-Telega – Elżbieta
- Marta Żak – Markowska
- Maciej Prus – reżyser Maciej Jarulski
- Ryszard Rynkowski – piosenkarz
- Zbigniew Buczkowski – policjant
- Ryszard Kotys – kierownik restauracji "Lux"
- Zbigniew Lesień – dyrektor zakładu
- Leon Niemczyk – dyrektor banku
- Paweł Nowisz – ojciec Marka i Buźki
- Witold Pyrkosz – Wacławek, dowódca straży przemysłowej
- Bronisław Wrocławski – kierownik Wojaczek
- Jacek Domański
- Lech Gwit
- Stefan Paska
- Ryszard Radwański

i inni